# Sphaerodactylus beattyi
Sphaerodactylus beattyi este o specie de șopârle din genul Sphaerodactylus, familia Gekkonidae, descrisă de Grant 1937.

## Subspecii
Această specie cuprinde următoarele subspecii:
- S. b. seamani
- S. b. beattyi